# Adibou : Aventure dans le corps humain
Adibou : Aventure dans le corps humain (Adiboo Adventure : Inside the Human Body) est une série télévisée d'animation française en quarante épisodes de cinq minutes basée sur le personnage de Adi, réalisée par Jean-Luc François, musique d'Olivier Aussudre et diffusée entre le 19 février et le 13 avril 2007 sur France 5 dans les émissions Debout les Zouzous, Midi les Zouzous et Bonsoir les Zouzous puis rediffusé en janvier 2008 sur TiJi.
Au Québec, la série est diffusée à partir du 15 septembre 2007 à Télé-Québec.

## Synopsis
Sur la planète Célesta, le curieux petit Adibou se pose des questions sur le fonctionnement de son corps. Son ami Robitoc, qui a réponse à tout, l'invite à visiter le corps humain à bord de son vaisseau en le miniaturisant.

## Personnages
- Adibou : Adibou est le personnage principal du dessin animé. Ce petit bonhomme enjoué a plusieurs amis et vit une foule d’aventures. Il nous fait découvrir le corps humain avec Robitoc.
- Bouzzy : Ce monstre repoussant est très souvent de mauvaise humeur. Il ne sait pas parler.
- Adilia : C'est l’amie d’Adibou. Cette dernière est très coquette. Elle aime la mode et est très sportive.
- Robitoc : Même s’il est un peu maladroit, ce robot connaît un tas de choses sur le monde. C’est un robot jardinier.

## Doublage
- Nathalie Homs : Adibou
- Marie Zidi : Adilia
- Jean-Claude Donda : Robitoc / Bouzzy Gouloum

 Source et légende : version française (VF) sur RS Doublage

## Épisodes
1. Pourquoi j'ai le cœur qui bat ?
2. Pourquoi j'ai le sang rouge ?
3. Pourquoi j'ai de la fièvre ?
4. Pourquoi je tiens debout ?
5. Pourquoi je gonfle mes biceps ?
6. Pourquoi je bouge ?
7. Pourquoi j'ai une croute ?
8. Pourquoi j'ai la chair de poule ?
9. Pourquoi je dois me laver ?
10. Pourquoi j'aime le sucre ?
11. Pourquoi je n'ai pas la peau bleue ?
12. Pourquoi j'ai des poils partout ?
13. Pourquoi j'ai les cheveux qui poussent ?
14. Pourquoi je vois ?
15. Pourquoi je vois mal dans le noir ?
16. Pourquoi je pleure ?
17. Pourquoi j'entends ?
18. Pourquoi j'ai mal au cœur en voiture ?
19. Pourquoi j'ai l'oreille bouchée ?
20. Pourquoi je sens les odeurs ?
21. Pourquoi j'ai des crottes de nez ?
22. Pourquoi je chante ?
23. Pourquoi j'ai mal aux dents ?
24. Pourquoi je perds une dent ?
25. Pourquoi je transpire ?
26. Pourquoi j'ai faim ?
27. Pourquoi je salive ?
28. Pourquoi je rote et je pète ?
29. Pourquoi je suis barbouillé ?
30. Pourquoi je fais pipi ?
31. Pourquoi je respire ?
32. Pourquoi je suis essoufflé ?
33. Pourquoi je commande mes mouvements ?
34. Pourquoi j'ai mal ?
35. Pourquoi je dors ?
36. Pourquoi j'ai la varicelle ?
37. Pourquoi je dois me faire vacciner ?
38. Pourquoi je mange de tout ?
39. Pourquoi j'ai les yeux verts ?
40. Pourquoi j'ai le hoquet ?